# Lynn Valk
Lynn Valk (Nijverdal, 18 oktober 2002) is een Nederlandse motorcrosser.

## Carrière
Zij reed van 2018 tot 2020 voor het Italiaanse motorcrossteam JK Racing met Yamaha. Vanaf 2021 rijdt zij voor Husqvarna. In 2022 reed zij voor het Italiaanse motorcrossteam JK Racing de WK-wedstrijden, het Nederlands kampioenschap reed zij voor Gebben Racing Yamaha. In 2023 Heeft Lynn een contract getekend bij het Fantic Factory Team Maddii. Sinds 2024 rijdt ze met KTM.

## Palmares
2017: 5e in het Europees kampioenschap 150cc
2018:  in het Europees kampioenschap in de meisjes klasse
2019:  in het Europees kampioenschap voor vrouwen
2020:  in het Nederlands kampioenschap voor vrouwen
2021:  in het Nederlands kampioenschap voor vrouwen
2021:  in het Europees kampioenschap voor vrouwen
2022:  in het Nederlands kampioenschap voor vrouwen
Eindklasseringen WK motorcross
| 2018 | 2019 | 2020 | 2021 | 2022   | 2023 |
| ---- | ---- | ---- | ---- | ------ | ---- |
| 11e  | 7e   | 5e   | 7e   | Zilver | 4e   |